# Bertin Tomou
Bertin Tomou, né le 8 août 1978 à Bafoussam au Cameroun, est un  footballeur camerounais.

## Histoire

### avec leStade brestois
Il a fallu six mois avec une option de prolongation en mars 2006, c’est le contrat signé entre le Stade brestois 29 et l’attaquant camerounais Bertin Tomou. «Bertin a beaucoup de qualités. D'abord humaines car c'est quelqu'un de très attachant et agréable, surtout quand on voit sa faculté à s'être adapté lors de son essai et de s'être intégré dans le groupe. Ensuite c'est 1,90 m de puissance et de générosité. Paradoxalement par rapport à sa taille c'est un joueur rapide qui a l'instinct du but. Il est attendu pour deux raisons : la première, c'est en raison du départ de Lazar Popović, et la deuxième c'est la blessure de Nicolas Sahnoun», déclare ainsi à son propos Philippe Goursat sur le site officiel du Stade brestois 29.

### avec leExcelsior Mouscron
L’attaquant camerounais Bertin Tomou, qui fêtera début août ses 30 ans, n’a pas été retenu par le Stade brestois 29 au-delà d’une pige de 6 mois au cours de laquelle il a pris part à 15 rencontres de L2 et inscrit 3 buts. 
Son avenir se fera en première division belge, puisqu’il évolue actuellement en Jupiler League pour le Royal Excelsior Mouscron. Durant sa première saison dans le Hainaut, les coachs Gil Vandenbrouck, puis Ariel Jacobs à partir de février 2007, lui préfèrent à la pointe de l'attaque le sénégalais Demba Ba et Adnan Custovic. Il participe néanmoins à 15 rencontres, durant lesquelles il inscrit 3 buts.
Le statut de Tomou change avec l'arrivée de Marc Brijs à l'été 2007. Il devient titulaire et crève l'écran avec 9 réalisations en championnat à la trêve. Ses performances attirent l'attention de Otto Pfister, le sélectionneur des Lions indomptables. Janvier 2008, il décolle pour le Ghana afin de participer à la CAN 2008.
Il confesse : « C’est dingue! Avant, je suivais la Coupe d’Afrique des Nations devant ma TV. Cette fois, je l’ai vécue de l’intérieur. J’ai accompli le rêve de tous les joueurs africains ! ».
L'attaquant mouscronnois a foulé les pelouses ghanéennes pendant une trentaine de minutes durant la compétition, et a vu son équipe perdre en finale face à l'Égypte.

## Carrière
- 1995-1997 : PWD Bamenda  Cameroun (6 matches, 14 buts)
- 1997-1997 : Pohang Steelers  Corée du Sud (3 matchs ; 4 buts)
- 1997-1999 : Shenzhen Pingan  Chine
- 1999-2000 : Shenzhen Pingan Insurance  Chine
- 2000-2002 : Yunnan Hongta  Chine
- 2002-2004 : Shanghai Shenhua  Chine (?? matches, 17 buts)
- 2004-2004 : Xiamen Lanshi  Chine (26 matchs ; 15 buts)
- 2004-2005 : Zhejiang Lucheng  Chine (22 matchs ; 12 buts)
- 2005-2006 : Stade brestois  France (15 matchs ; 3 buts)
- 2006-2008 : Excelsior Mouscron  Belgique (38 matches, 15 buts)
- 2008-jan. 2010  : KVC Westerlo  Belgique
- jan. 2010-juillet 2011- : KSV Roulers  Belgique
- 2011-2012 : US Vaires (PH)  France
- 2012-2013 : K Racing Waregem  Belgique
- 2013-2014 : RFC Huy  Belgique
- 2014-... : Royale Entente Bertrigeoise  Belgique
- 2017 : Royal Star Fléron BEL

## Palmarès

### Avec lePohang Steelers
- 1997 : Vainqueur de la Ligue des Champions de l'AFC
- 1997 : Finaliste de la Super Coupe d'Asie

### Avec leShanghai Shenhua
- 2003 : Vainqueur du Championnat de Chine de football

### Avec l'Équipe du Cameroun
- 2008 : Finaliste de la Coupe d'Afrique des nations de football 2008

## Sélections
- depuis 2004 : 11 sélections (6 buts) avec  Cameroun